# Distretto di Seongbuk
Seongbuk (Hangŭl: 성북구; Hanja: 城北區) è un distretto di Seul. Ha una superficie di 24,57 km² e una popolazione di 457.570 abitanti al 2010.